# Lenka Ptáčková Melicharová
Lenka Ptáčková Melicharová (* 13. června 1969 Příbram) je česká učitelka a politička, v letech 2007 až 2010 náměstkyně ministra vnitra ČR pro evropské záležitosti, v letech 2013 až 2014 náměstkyně ministra obrany ČR a od roku 2015 náměstkyně ministra zdravotnictví ČR, bývalá členka KDU-ČSL.

## Život
Vystudovala Gymnázium Příbram, následně pak učitelství pro ZŠ na Pedagogické fakultě Univerzity Karlovy v Praze a management výtvarné kultury na Západočeské univerzitě v Plzni, kde obdržela titul Mgr. Na Univerzitě Jana Amose Komenského v Praze získala titul MBA. V roce 2020 absolvovala Právnickou fakultu Univerzity Karlovy; její diplomová práce byla následně uznána jako rigorózní a byl jí přiznán titul JUDr.. Pracovní dráhu začala jako učitelka, později působila na Ministerstvu informatiky ČR jako poradkyně ministra.
Lenka Melicharová Ptáčková má syna Vojtěcha a žije v Příbrami.

## Politické působení
V roce 2002 vstoupila do KDU-ČSL. Za tuto stranu neúspěšně kandidovala do Zastupitelstva města Příbrami v komunálních volbách v roce 2002 a jako lídryně kandidátky v roce 2006. V krajských volbách v roce 2004 kandidovala jako členka KDU-ČSL za subjekt Koalice pro Středočeský kraj (tj. KDU-ČSL a US-DEU) do Zastupitelstva Středočeského kraje, ale opět neuspěla.
Ve volbách do Poslanecké sněmovny PČR v roce 2006 kandidovala na třetím místě za KDU-ČSL ve Středočeském kraji, ale nebyla zvolena. Krátce působila jako náměstkyně ministra informatiky ČR, od roku 2007 byla náměstkyní ministra vnitra ČR pro evropské záležitosti. V roce 2009 byla jedničkou středočeské kandidátky KDU-ČSL v neuskutečněných parlamentních volbách. Roli lídryně kandidátky KDU-ČSL ve Středočeském kraji si zopakovala o rok později ve volbách do Poslanecké sněmovny PČR v roce 2010, ale ani tentokrát na mandát nedosáhla.
Zabývala se problematikou školství a bezpečnosti, prosazovala zavedení notebooků do výuky na základních a středních školách.
V roce 2013 se stala náměstkyní pro personalistiku na Ministerstvu obrany ČR za ministra Vlastimila Picka. V únoru 2014 ji z tohoto postu odvolal nový ministr obrany Martin Stropnický. Následně vedla tým poradců ministra zdravotnictví ČR Svatopluka Němečka, na začátku března 2015 ji jmenoval svou náměstkyní pro strategie, a to v souvislosti se změnami, jimiž se jeho úřad připravoval na účinnost služebního zákona.
1. 4. 2024 se stala ředitelkou státní příspěvkové organizace Centrum služeb pro silniční dopravu. 

## Ocenění
Za vynikající spolupráci s Vojenskou kanceláří prezidenta republiky a Hradní stráží ji v roce 2013 vyznamenal brigádní generál Zdeněk Jakůbek Záslužným křížem náčelníka Vojenské kanceláře prezidenta republiky.